# Seznam osebnosti iz Občine Mokronog - Trebelno
Seznam osebnosti iz občine Mokronog - Trebelno vsebuje osebnosti, ki so se rodile, delovale ali umrle v občini Mokronog - Trebelno.

## Do 19. stoletja
- rodbina Auersperg, v 13. stoletju lastniki gradu Hmeljnik v bližini in dela gradu Otočec
- Gašpar Franchi (1657, Videm – 1733, Ljubljana), zvonar, leta 1706 izdelal zvon za cerkev v Mokronogu
- Janez Strel (1790, Mokronog – 1874, Trebnje), duhovnik
- Jan Vitivec, grof Zagorski (Češka – 1468, Hrvaška), vojaški poveljnik

## 19. stoletje
- Fran Ksaver Dev (1834, Mokronog – 1872, Ljubljana), izdelovalec orgel
- Karel Dežman (1821, Idrija – 1889, Ljubljana), politik, muzealec, naravoslovec, pravnik
- Ludovik Fettich - Frankheim (1863, Ljubljana – 1908, Mokronog), učitelj, pedagoški pisec
- Ivan Gutman (1808, Mokronog – 1875, Zgornje Jezersko), politik
- Peter Grasselli (1841, Kranj – 1933, Ljubljana), politik, pravnik
- Vekoslav Kisovec (1885, Beli Grič – 1977, Trst), bančnik, odvetnik, gospodarstvenik
- Evgen Lampe (1874, Metlika – 1918, Ljubljana), politik, literarni kritik, urednik, duhovnik, teolog
- Josip Mandelj (1865, Šentvid pri Stični – 1951), politik
- Anton Miklič (1843, Trebelno - 1887, Ljubljana), podobar
- Franc Papež (1838, Mokronog – 1929, Ljubljana), pravnik, politik
- Oton Papež (1867, Mokronog – 1940, Ljubljana) , pravnik
- Jernej Pečnik (1835, Dobrepolje – 1914, Ljubljana), arheolog
- Stanko Pirnat (1859, Štore – 1899, Mokronog), glasbenik, skladatelj, notar
- Ivan Pregelj (1883, Most na Soči – 1960, Ljubljana), med drugim tudi v občini Mokronog - Trebelno se dogajajo njegovi romani Regina roža ajdovska, Zapiski gospoda lanšpreškega in Peter Pavel Glavar
- Ljudmila Roblek (1853, Mokronog – 1837, Ljubljana), narodna delavka, publicistka
- Viljem Rohrman (1862, Novo mesto – 1939, Ljubljana), kmetijstvo, šolnik
- Ivan Feliks Šašelj (1859, Mokronog – 1944, Šentlovrenc), zgodovinopisec, zbiralec ljudskega izročila, duhovnik
- Franc Šetina (1853, Mokronog – 1916, Črnomelj), šolnik, pisatelj
- Jožef Šubic (1802, Mokronog – 1861, Maribor), publicist, prevajalec
- Viljem Schweitzer (1866, Ljubljana – 1945, Dunaj), politik, pravnik
- Jurij Vranič (1853, Trebelno – 1903, Češka), pisatelj, šolnik
- Janez Evangelist Zore (1875, Bogneča vas – 1944, Ljubljana), cerkveni zgodovinar, duhovnik
- Ignacij Žitnik (1857, Fužina – 1913, Ljubljana), politik, časnikar, duhovnik, kanonik, konzisorialni svetnik

## 20. stoletje
- Rafael Franc Ajlec (1915, Mokronog – 1977, Ljubljana), glasbeni kritik, pedagog, muzikolog, glasbeni urednik
- Dragan Božič (1951, Ljubljana), arheolog
- Albin Čebular (1900, Mokronog – 1952, Logatec), pisatelj
- Stanley Gorenc (1953, Brezovica pri Trebelnem), ameriški vojaški pilot in generalmajor v pokoju
- Viktor Grčar (1881, Mokronog – 1942, Čačak), učitelj, publicist, prvi slovenski mariborski župan
- Gojmir Demšar (1915, Mokronog – 2012, Trst), pravnik, pisanist in glasbeni pedagog
- Ante Kornič (1892, Mokronog – 1973, Ljubljana), fotograf
- Janez Mejač (1936, Mokronog), baletni plesalec, koreograf, prejemnik Prešernove nagrade
- Alojz Peterle (1948, Čužnja vas), politik
- Alojz Ribič (1922, Trebelno – 2007), politični delavec
- Milan Rijavec (1922, Bruna vas – 2018, Ljubljana), slikar
- Zora Rupena (1920, Mirna Peč – 1945, Mala vas pri Ormožu), učiteljica, politična delavka
- Martin Strel (1954, Mokronog), slovenski maratonski plavalec
- Bojan Varl (1920, Mokronog – 2002, Ljubljana), internist, specialist nuklearne medicine
- Ilka Vašte (1891, Novo mesto – 1967, Ljubljana), med drugim v Občini Mokronog - Trebelno se dogaja njen roman o Janezu Trdini
- Anica Zidar (1936, Martinja vas pri Mokronogu), pisateljica